# Dominic Pereira
Dominic Pereira tên đầy đủ  Dominic Christophe Pereira là nhà quay phim, đạo diễn ánh sáng, biên kịch điện ảnh người Mỹ, ông được biết đến khi tham gia quay phim chính cho phim điện ảnh Dòng máu anh hùng, Mắt biếc, Để mai tính... 
Ông từng giành một giải Giải Cánh diều và hai Giải Bông Sen cho hạng mục Quay phim xuất sắc.

## Sự nghiệp
Dominic Pereira sinh ra tại Malaysia và dành phần lớn tuổi thơ tại Singapore, ông có dịp chứng kiến một số mảnh đời Việt Nam tại đây và lấy đó làm cảm hứng để viết những kịch bản đầu tiên trong sự nghiệp về Việt Nam trong thời chiến. Dominic sang Mỹ học về kỹ thuật điện ảnh tại Trường Đại học Loyola Marymount, cùng trường với đạo diễn Victor Vũ, Tony Bùi.
Năm 1995, ông tốt nghiệp và ngay sau đó bắt đầu với công việc dàn dựng ánh sáng cho các liveshow, chương trình của các trung tâm Vân Sơn hay Thúy Nga. Từ đây ông gặp gỡ với những người thân của nghệ sĩ Vân Sơn như Charlie Nguyễn, Johnny Trí Nguyễn và một số nghệ sĩ gốc Việt như Sơn Phạm, Hàm Trần, Jenni Trang Lê, Jimmy Phạm. Khi các các nghệ sĩ này quay về Việt Nam sản xuất phim, Dominic cũng được mời về để tham gia trong nhiều dự án điện ảnh.
Ngay với  Dòng máu anh hùng, tác phẩm đầu tiên tham gia sản tại Việt Nam hợp tác cùng Charlie Nguyễn, Dominic Pereira đã giành đươc giải Quay phim xuất sắc tại Liên hoan phim Việt Nam lần thứ 15.

## Tác phẩm
| Năm  | Tác phẩm                     | Định dạng            | Quay phim | Vai trò khác         | Chú thích |
| ---- | ---------------------------- | -------------------- | --------- | -------------------- | --------- |
| 1994 | Ethos                        | Phim ngắn            | Không     | Đạo diễn             |           |
| 1998 | Six-String Samurai           |                      | Không     | Cầm đèn              |           |
| 1998 | Willie Nelson at the Teatro  | Liveshow             | Không     | Trợ lý quay phim     |           |
| 2000 | Rave                         | Video                | Không     | Thợ diện             |           |
| 2001 | Won't Anybody Listen         | Phim tài liệu        | Có        |                      |           |
| 2003 | Nudity Required              |                      | Không     | Đạo diễn ánh sáng    |           |
| 2003 | Ngày giỗ / The Anniversary   | Phim ngắn            | Không     | Bố trí máy quay      |           |
| 2006 | Vượt sóng                    | Điện ảnh             | Không     | Đạo diễn ánh sáng    |           |
| 2007 | Dòng máu anh hùng            | Điện ảnh             | Có        | Đồng Biên kịch       |           |
| 2007 | Oh Mommy! (Me Oi!)           | Phim ngắn            | Không     | Bố trí máy quay      |           |
| 2009 | 14 ngày phép                 | Điện ảnh             | Có        |                      |           |
| 2009 | Bẫy rồng                     | Điện ảnh             | Có        |                      |           |
| 2010 | Để mai tính                  | Điện ảnh             | Có        | Diễn viên            |           |
| 2010 | Khát vọng Thăng Long         | Điện ảnh             | Có        |                      |           |
| 2011 | A Dancing Dream              | Đại nhạc hôi         | Không     | Thiết kế ánh sáng    |           |
| 2012 | My Prologue                  | Phim ngắn            | Không     | Biên kịch / Sản xuất |           |
| 2014 | VSTAR - KIDS (mùa 2)         | Chương trình âm nhạc | Có        |                      |           |
| 2015 | Trúng số                     | Điện ảnh             | Có        |                      |           |
| 2015 | Real Memories                | Phim ngắn            | Có        |                      |           |
| 2016 | Fan cuồng                    | Điện ảnh             | Có        |                      |           |
| 2017 | Yêu đi, đừng sợ!             | Điện ảnh             | Có        |                      |           |
| 2018 | Chàng vợ của em              | Điện ảnh             | Có        |                      |           |
| 2019 | Mắt biếc                     | Điện ảnh             | Có        |                      |           |
| 2020 | Sắc đẹp dối trá              | Điện ảnh             | Có        |                      |           |
| 2020 | Bằng chứng vô hình           | Điện ảnh             | Có        |                      |           |
| 2020 | Thang máy                    | Điện ảnh             | Có        |                      |           |
| 2021 | DR3AM: Dị Chuyện             | Ngắn tập             | Có        |                      |           |
| 2022 | Trại Hoa Đỏ                  | Dài tập              | Có        |                      |           |
| 2022 | Người vợ cuối cùng           | Điện ảnh             | Có        |                      |           |
| 2022 | Em và Trịnh (Trịnh Công Sơn) | Điện ảnh             | Có        | Đạo diễn ánh sáng    |           |
| 2022 | Đêm tối rực rỡ!              | Điện ảnh             | Có        | Đạo diễn ánh sáng    |           |
| 2024 | Cái giá của hạnh phúc        | Điện ảnh             | Có        |                      |           |
| 2025 | Thám tử Kiên                 | Điện ảnh             |           |                      |           |

### Sự kiện - liveshow
2015 - Lễ hội Âm nhạc Tiger Remix - Đạo diễn ánh sáng
2014 - Phương Mỹ Chi: Hát trên quê hương 3 - Đạo diễn ánh sáng 

## Giải thưởng
| Năm  | Giải thưởng                        | Hạng mục           | Tác phẩm           | Kết quả   | Đồng quay phim   | Chú thích |
| ---- | ---------------------------------- | ------------------ | ------------------ | --------- | ---------------- | --------- |
| 2007 | Liên hoan phim Việt Nam lần thứ 15 | Quay phim xuất sắc | Dòng máu anh hùng  | Đoạt giải | Không            | [ 7 ]     |
| 2021 | Liên hoan phim Việt Nam lần thứ 22 | Quay phim xuất sắc | Mắt biếc           | Đoạt giải | Không            | [ 8 ]     |
| 2022 | Giải Cánh diều lần thứ 20          | Quay phim xuất sắc | Đêm tối rực rỡ!    | Đoạt giải | Nguyễn Khắc Nhật | [ 9 ]     |
| 2020 | Giải thưởng Ngôi Sao Xanh 2020     | Sáng tạo xuất sắc  | Mắt biếc           | Đề cử     | Không            |           |
| 2022 | Giải Tre Vàng                      | Quay phim xuất sắc | Em và Trịnh        | Đề cử     | Không            |           |
| 2023 | Giải thưởng Ngôi Sao Xanh 2023     | Sáng tạo xuất sắc  | Người vợ cuối cùng | Đề cử     | Không            |           |